# Montreuil-sur-Epte
Montreuil-sur-Epte è un comune francese di 452 abitanti situato nel dipartimento della Val-d'Oise nella regione dell'Île-de-France.

## Società

### Evoluzione demografica
Abitanti censiti